# Boreoclausia recta
Boreoclausia recta – gatunek widłonoga z rodziny Clausiidae. Podobnie jak inni przedstawiciele rodziny jest pasożytem wieloszczetów.

## Systematyka
Gatunek ten opisał w 2013 roku międzynarodowy zespół biologów w składzie: Il-Hoi Kim, Andrej Sikorski, Myles O’Reilly i Geoff A. Boxshall, czyniąc go gatunkiem typowym nowego rodzaju Boreoclausia. Holotyp to samica pozyskana w czerwcu 2004 roku z wieloszczeta gatunku Galathowenia fragilis złowionego z platformy Troll C 2004 na głębokości 350 metrów na stanowisku Stn 99r-1 (61,0200°N 3,4643°E/61,020000 3,464300, skrajnie południowa część Morza Norweskiego). Samca nie opisano.